# Antinovel·la
L'antinovel·la és un tipus de novel·la experimental propi del segle XX que defuig les convencions tradicionals del gènere, tals com l'estructura segons el plantejament, nus i desenllaç o la linealitat del temps, i empra tècniques innovadores com el monòleg interior en detriment de l'argument. El lector, tractant de vèncer les dificultats que enclouen aquestes modificacions, és mogut a participar de l'acte creatiu i no ser-ne tan sols un mer espectador. James Joyce, Marcel Proust, Virginia Woolf, Samuel Beckett, Julio Cortázar en són alguns dels seus representants. L'antinovel·la té grans coincidències amb la nouveau roman i alguns autors són considerats indistitament d'ambdues categories.